# NGC 4279
NGC 4279 é uma galáxia espiral (S0-a) localizada na direcção da constelação de Virgo. Possui uma declinação de -11° 39' 58" e uma ascensão recta de 12 horas, 20 minutos e 24,9 segundos.
A galáxia NGC 4279 foi descoberta em 6 de Maio de 1886 por Lewis A. Swift.